# (16561) Rawls
(16561) Rawls ist ein Asteroid des Hauptgürtels, der am 3. November 1991 von Astronomen der Spacewatch am Steward Observatory (IAU-Code 691) auf dem Kitt Peak in Arizona entdeckt wurde.
Der Himmelskörper wurde am 23. Mai 2005 nach dem US-amerikanischen Philosophen John Rawls (1921–2002) benannt, der als Professor an der Harvard University lehrte und dessen 1971 erschienenes Hauptwerk A Theory of Justice als eines der einflussreichsten Werke der politischen Philosophie des 20. Jahrhunderts gilt.